# Rajczi Péter Pál
| Rajczi Péter Pál                          | Rajczi Péter Pál                                                           |
| Kattints az alábbi külső linkek egyikére! | Kattints az alábbi külső linkek egyikére!                                  |
| ----------------------------------------- | -------------------------------------------------------------------------- |
| Nem található szabad kép.(?)              |                                                                            |
| külső link · jogvédett                    | Rajczi Péter Pál. Igaz ember, tanító és példakép volt. Pecsma. 2017.10.20. |

Rajczi Péter Pál (Tolna, 1917. július 22. – Pécs, 2006. január 8.) jogász, tanár, történész, levéltáros.

## Élete
Tanári családból származott. Iskoláit szülőhelyén és Szekszárdon végezte, majd 1937-től a pécsi Erzsébet Tudományegyetem Jog- és Államtudományi Karán folytatta tanulmányait, ahol 1941-ben szerzett diplomát. A híres, Vargha Damján György bölcsész professzor által létrehozott és igazgatott Szent Mór Kollégium (Maurinum) lakója volt. Professzorai közül nagy hatást tett rá Molnár Kálmán és a nemzetközi jog professzora, Faluhelyi Ferenc.
Mivel közben a tanári diplomát is megszerezte, előbb a Pécsi Tanfelügyelőségen, majd a regionális Tankerületi Főigazgatóságon fogalmazó, majd segédtitkár lett a második világháború éveiben. Mindezeken kívül még az asztalos mesterséget is kitanulta.
A világháború utolsó évében Máramarosszigeten teljesített katonai szolgálatot.
1946-tól kezdődő tudományos ösztöndíja alatt – az egyetemen megkezdett jogbölcseleti, jogtörténeti – tanulmányait kibővítette neveléselmélettel, neveléstörténettel, majd munkajoggal és művelődéstörténettel. Ebben harmadik példaképét, Holub József professzort követte. Ebben az időszakban a szociáldemokrata párt tagja lett, intenzíven vett részt vezetőként a pedagógusok érdekvédelmében. A két munkáspárt egyesülésének küszöbén kizárták a pártból.
Ezek után az igazságügyi pályán helyezkedett el: a járási, a megyei bíróságon, az ítélőtáblán dolgozott jegyzőként előbb Mohácson, majd Pécsett. Hamarosan azonban állásából eltávolították. Ekkor Pécsett a Felsővámház utcai Általános Iskolában tanított történelmet és magyart. Közben, 1952 és 1957 között a helyi pedagógus szakszervezet jogvédelmi munkatársaként tevékenykedett. Így érték az 1956-os forradalom és szabadságharc eseményei. Ekkor előbb a pedagógiai nemzeti bizottság vezetőjének, majd a megyei munkástanács tagjának választották meg. Higgadtságának, nagy szakértelmének szerepe volt abban, hogy a helyi események hatékonyan, ugyanakkor „tárgyszerűen” zajlottak. Gondja volt arra is, hogy a sztálinista-rákosista nézeteikért eltávolított, tanári végzettségű alkalmazottakat más, végzettségüknek megfelelő munkahelyre helyezzék el. A forradalom leverése után, őt jól ismerő, becsülő emberek megvédték, így nem fogták perbe, „csak” szilenciumra ítélték.
1957-től a nagy múltú Nagy Lajos Gimnáziumban eltöltött húsz éve tanári pályája kiteljesedése lett. Történelemtanárként, osztályfőnökként, politechnika oktatóként diákok nemzedékeinek hosszú sorát tanította, nevelte, de 1977-ben nyugdíjazták.
Ezután – dr. Szita László igazgató jóvoltából – a Baranya Megyei Levéltár alkalmazta. Tudományos munkatársként, kutatótermi felügyelőként élete végéig itt dolgozott, amit az új igazgató, dr. Ódor Imre tett lehetővé. Eddig is jelentek meg publikációi, de ezt követően teljesedett ki tudományos munkássága, miközben cikkeivel, előadásaival a közművelődés nagy alakja is lett.
Az első szabad választáskor az MDF önkormányzati képviselője lett Pécsett 1990-1994 között, egyben a közgyűlés korelnöke. Emellett aktív közéleti tevékenységet is folytatott (Vitézi Rend, a Ciszterci Diákszövetség, a Honvéd Hagyományőrző Egyesület, a Történelmi Igazságtétel Bizottság, a Pécs Története Alapítvány). Egész életútjának, közéleti tevékenységének megbecsülését számos kitüntetés, elismerés jelezte.

## Művei
- Rajczi Péter: A pécsi püspöki líceum (jogakadémia) története. In: Tanulmányok a pécsi egyházmegye történetéből. 1. kötet 1993. (Egyháztörténeti tanulmányok a pécsi egyházmegye történetéből)
- Rajczi Péter: Újsághír Magyarországról egy XVI. századbeli nyomtatványban. [Baranya Megyei Levéltár] Pécs, 1988. p. 13-20. (Baranyai levéltári füzetek)

## Elismerései
- Pedagógus Szolgálati Emlékérem

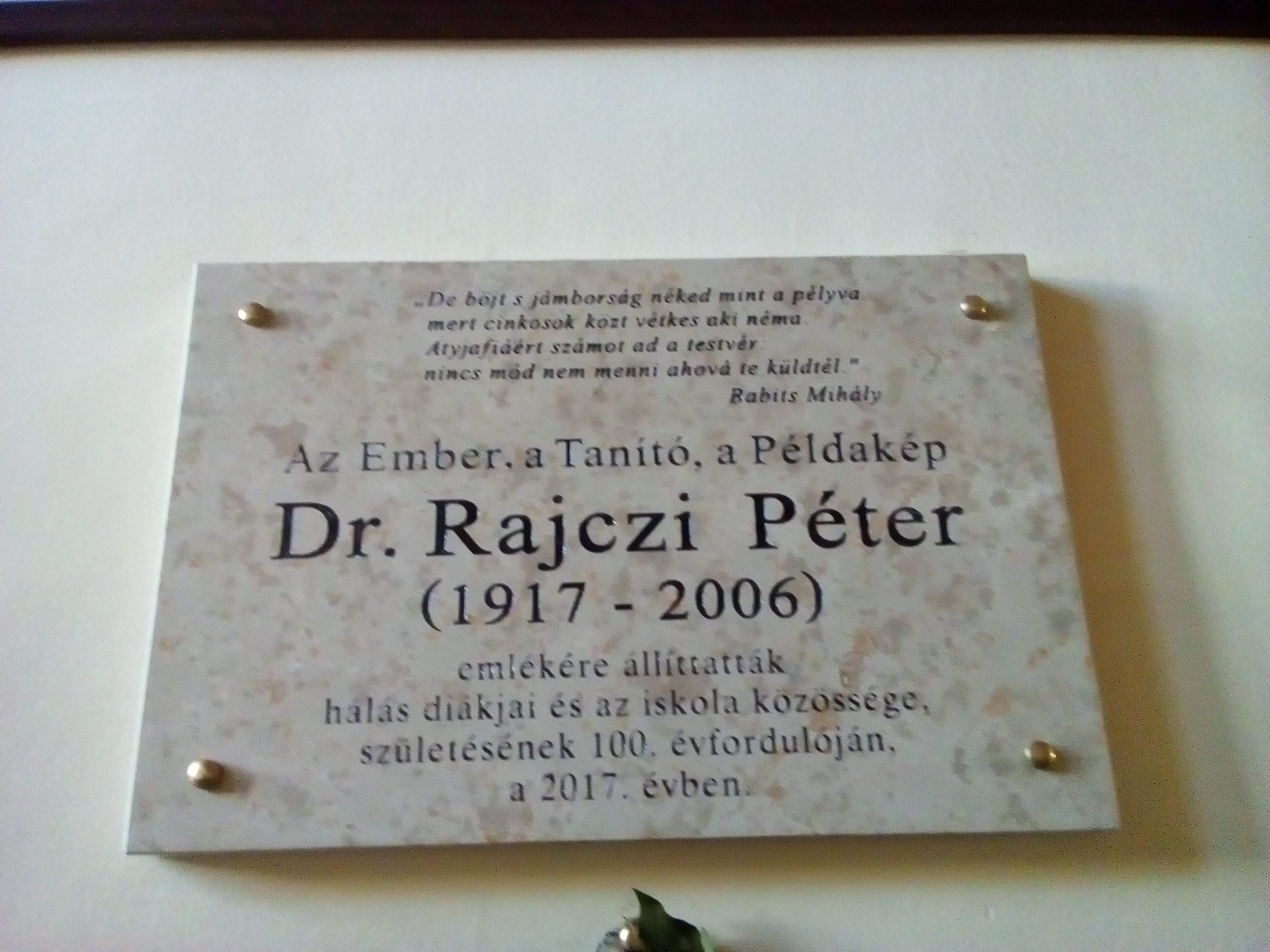
Rajczi Péter Pál emléktáblája a Ciszterci Rend Nagy Lajos Gimnáziumában

- Baranya Megyei Tanács Közművelődési és Oktatási Díja
- Apáczai Csere János-díj
- ’56-os Emlékérem
- Pécsi Polgárdíj
- Tartalékos Katonai Érdemjel
- Vitézi rend Érdemkeresztje
- Pécsi Tudományegyetem díszjelvénye
- Magyar Szabadságharcos Szövetség emléklapja
- Pécs Megyei Jogú Város Cigány kisebbségi Önkormányzata millenniumi emléklapja
- Politikai Elítéltek Közössége Emlékkeresztje
- A Ciszterci Rend Nagy Lajos Gimnáziuma emlékérme
- Pro Civitate díj (Pécs) kitüntetés (1995)